# Wargaming.net (сервис)
Wargaming.net — игровой сервис, разрабатываемый компанией Wargaming.net; единая онлайн-вселенная, объединяющая все проекты компании в единое игровое пространство.
Обеспечит информационную поддержку игр; предоставит пользователям единую точку доступа ко всем проектам компании в рамках портала wargaming.net, доступ к сервисам компании, на партнерские сайты и фан-ресурсы.

## Элементы
Сервисы, заявленные в рамках Wargaming.net:
- Единая система аутентификации пользователей Wargaming.net ID[2], предоставляющая одновременный доступ ко всем играм и сервисам компании.
- Портал с Личным кабинетом[3], где пользователи получат доступ к управлению аккаунтом.
- Оригинальная платежная система[4], базирующаяся на принципах free-to-win.
- Сервис управления общим золотом и общим свободным опытом[5].
- Сервис уведомлений[4].

## История
Анонсирован в июне 2012 года.
В августе 2012 года была реализована система Open ID, позволившая пользователям World of Tanks авторизоваться на сторонних ресурсах с помощью личного Wargaming.net ID.
Первая публичная версия Wargaming.net Service стала доступна в мае 2013 года.
Накануне E3 2013 Wargaming объявила, что, помимо единого аккаунта, обладатели Wargaming ID смогут использовать преимущества премиум-статуса во всех проектах компании.
В 2013 году в рамках сервиса Wargaming.net планируется реализовать платежную систему и сервис для управления внутриигровыми ресурсами.

## Единый премиум-аккаунт
С вводом единого премиум-аккаунта пользователи Wargaming.net ID получили доступ ко всем платным опциям в любой из игр компании, независимо от того, в каком проекте был активизирован этот статус.
Функция единого премиума позиционируется Wargaming как элемент модели free-to-win, способствующий формированию гармоничной онлайн-вселенной и облегчающий стоящую перед гейм-дизайнерами компании задачу создания сбалансированной экосистемы, объединяющей разнящиеся по геймплею проекты.
Концепция, заложенная Wargaming, идет вразрез с принятой на рынке онлайн-игр стратегией, согласно которой пользователь платит за каждый новый элемент игровой функциональности.
В World of Warplanes единый премиум-аккаунт появился на стадии открытого бета-теста.